# Goleszyn (gromada)
Goleszyn – dawna gromada, czyli najmniejsza jednostka podziału terytorialnego Polskiej Rzeczypospolitej Ludowej w latach 1954–1972.
Gromady, z gromadzkimi radami narodowymi (GRN) jako organami władzy najniższego stopnia na wsi, funkcjonowały od reformy reorganizującej administrację wiejską przeprowadzonej jesienią 1954 do momentu ich zniesienia z dniem 1 stycznia 1973, tym samym wypierając organizację gminną w latach 1954–1972.
Gromadę Goleszyn z siedzibą GRN w Goleszynie utworzono – jako jedną z 8759 gromad na obszarze Polski – w powiecie sierpeckim w woj. warszawskim, na mocy uchwały nr VI/10/19/54 WRN w Warszawie z dnia 5 października 1954. W skład jednostki weszły obszary dotychczasowych gromad Białoskóry, Białyszewo, Białyszewo Towarzystwo, Dębowo, Dziembakowo, Goleszyn, Grodkowo-Włóki, Grodkowo-Zawisze, Susk, Susk Nowy, Szczepanki, Warzyn Kmiecy, Warzyn-Skóry i Węgrzynowo ze zniesionej gminy Białyszewo w tymże powiecie. Dla gromady ustalono 23 członków gromadzkiej rady narodowej.
Gromada przetrwała do końca 1972 roku, czyli do kolejnej reformy gminnej.